# Prednja Avstrija
Prednja Avstrija, Nadaljnja Avstrija, Zunanja Avstrija ali Sprednja Avstrija (nemško Vorderösterreich, prej die Vorlande tj. Predposesti, Prednje dežele mn.; angleško Further Austria), je bilo skupno ime za zgodnjo (in kasnejšo) posest habsburške hiše v nekdanji Švabski vojvodini – matični vojvodini jugozahodne Nemčije, vključno z ozemlji v pokrajini Alzaciji zahodno od Rena in v Vorarlbergu.

## Zemljepis
Nadaljnja oziroma Prednja Avstrija je v glavnem obsegala alzaško Pfirtsko grofijo v Sundgauvu, vključno z mestom Belfort, in sosednjo pokrajino Breisgau vzhodno od Rena, vključno z Freiburgom  po letu 1368. Iz habsburške rezidence v Ensisheimu pri Mühlhausnu so vladali tudi številna razpršena ozemlja, ki so se raztezala od Zgornje Švabske do pokrajine Allgäu. na vzhodu. Največja je bila mejna grofija Burgau med mestoma Augsburg in Ulm. V času Habsburške monarhije so jih šaljivo imenovali "repna peresa cesarskega orla". Nekatera posestva v Vorarlbergu v lasti Habsburžanov so prav tako veljala za del Daljne Avstrije, čeprav so bila začasno neposredno pod upravo Tirolske.